# Franco Bitossi
Franco Bitossi (Camaioni di Carmignano, Prato, 1 de setembre de 1940) és un ciclista italià, ja retirat, que fou professional entre 1961 i 1978. Durant aquesta llarga carrera professional aconseguí 171 victòries, sent d'aquesta manera un dels grans ciclistes italians de tots els temps.
Franco Bitossi comença a córrer molt jove, als 17 anys, aconseguint 10 victòries el 1957 en la categoria de principiants. De 1959 a 1961 corre en la categoria d'aficionats, on assoleix 21 victòries.

## Principals victòries
La seva primera victòria com a professional fou una etapa dels Trois Jours du Sud, amb els colors de l'equip Philco. El 1964, corre per a l'equip Springoil-Fuchs i guanya quatre etapes del Giro d'Itàlia, entre elles la mítica etapa Cuneo-Pinerolo. El 1965 passa a l'equip Filotex, de Prato, i guanya la Volta a Suïssa i el Campionat de Zúric. El 1966 guanya dues etapes del Giro d'Itàlia i del Tour de França, així com la Coppa Sabatini. El 1967 guanya la Tirrena-Adriàtica, la Volta a Llombardia i la Coppa Agostoni. El 1968 guanya, de nou, dues etapes del Giro d'Itàlia i del Tour de França, on guanya la classificació per punts (únic italià que ha aconseguit aquest maillot); així com el Campionat de Zúric. El 1969 guanya la classificació per punts del Giro.
El 1970 guanya quatre etapes del Giro, així com la classificació per punts, la Volta a Catalunya, el campionat d'Itàlia en ruta i fins a un total de 23 victòries. El 1972 es convertirà en portada de tots els diaris del món quan al Campionat del món de ciclisme de Gap sigui superat a la mateixa arribada pel seu compatriota Marino Basso.
El 1973, deixa l'equip Filotex per passar al Sammontana amb el qual guanya el Giro del Veneto i el Giro de l'Emilia. L'any següent, amb la Scic, guanya quatre etapes de la Volta a Suïssa i tres del Giro d'Itàlia. El 1976 torna a ser campió d'Itàlia i el 1977 aconsegueix una nova medalla al Campionat del món de ciclisme de San Cristóbal, Veneçuela.
El 1978, després de 17 anys a l'elit del ciclisme decideix retirar-se. Franco Bitossi era conegut amb el sobrenom de cuore matto (cor trencat) a causa d'una arrítmia cardíaca que l'obligava a parar-se en cursa.

## Palmarès
- 1964
  - Vencedor de 4 etapes al Giro d'Itàlia i  1r del Gran Premi de la Muntanya
- 1965
  - 1r al Campionat de Zúric
  - 1r a la Volta a Suïssa
  - 1r al Giro del Lazio
  - Vencedor de 2 etapes al Giro d'Itàlia i  1r del Gran Premi de la Muntanya
- 1966
  - 1r a la Coppa Sabatini
  - Vencedor de 2 etapes al Giro d'Itàlia i  1r del Gran Premi de la Muntanya
  - Vencedor de 2 etapes al Tour de Romandia
- 1967
  - 1r a la Volta a Llombardia
  - 1r a la Coppa Agostoni
  - 1r a la Tirrena-Adriàtica i vencedor d'una etapa
  - 1r al Trofeu Laigueglia
  - Vencedor d'una etapa al Giro d'Itàlia
  - Vencedor de 2 etapes al Tour de França
- 1968
  - 1r al Campionat de Zúric
  - 1r a la Milà-Torí
  - 1r al Giro de Toscana
  - 1r a la Coppa Bernocchi
  - 1r a la Coppa Sabatini
  - Vencedor de 2 etapes al Giro d'Itàlia
  - Vencedor de 2 etapes al Tour de França i  1r de la classificació per punts
  - Vencedor d'una etapa a la Tirrena-Adriàtica
- 1969
  - 1r a la Coppa Agostoni
  - 1r al Circuit de Larciano
  - 1r al Gran Premi Montelupo
  - Vencedor de 2 etapes al Giro d'Itàlia i  1r de la Classificació per punts
  - Vencedor de 2 etapes a la Tirrena-Adriàtica
  - Vencedor de 2 etapes a la Volta a Catalunya
- 1970
  -  Campió d'Itàlia en ruta
  -  1r a la Volta a Catalunya i vencedor d'una etapa
  - 1r a la Volta a Llombardia
  - 1r al Giro de Campania
  - 1r al Giro de l'Emilia
  - 1r del Giro del Vèneto
  - 1r al Circuit de Larciano
  - Vencedor de 4 etapes al Giro d'Itàlia i  1r de la Classificació per punts
  - Vencedor de 2 etapes a la Volta a Suïssa
  - Vencedor d'una etapa al Tour de Romandia
- 1971
  -  Campió d'Itàlia en ruta
  - 1r a la Coppa Agostoni
  - 1r al Giro de la Romanya
  - 1r al Gran Premi de la Indústria i el Comerç de Prato
  - Vencedor d'una etapa a la París-Niça
  - Vencedor d'una etapa al Giro d'Itàlia
  - Vencedor d'una etapa al Tour de Romandia
- 1972
  - 1r al Giro de Campania
  - 1r al Giro de la Pulla
  - 1r al Giro de la Província de Reggio de Calàbria
- 1973
  - 1r del Giro del Vèneto
  - 1r al Giro d'Emilia
  - 1r al Circuit de Larciano
- 1974
  - 1r al Giro de la Romanya
  - 1r al Trofeu Matteotti
  - 1r al Gran Premi de Canes
  - Vencedor de 4 etapes a la Volta a Suïssa
  - Vencedor de 3 etapes al Giro d'Itàlia
  - Vencedor d'una etapa a la Tirrena-Adriàtica
- 1975
  - Vencedor d'una etapa a la París-Niça
  - Vencedor d'una etapa al Giro d'Itàlia
- 1976
  -  Campió d'Itàlia en ruta
  - 1r a la Coppa Bernocchi
  - 1r al Giro del Friül
  - 1r al Trofeu Laigueglia
- 1977
  - 1r al Gran Premi Ciutat de Camaiore
- 1978
  - Vencedor d'una etapa a la Tirrena-Adriàtica

### Resultats al Giro d'Itàlia
- 1963. 28è de la classificació general
- 1964. 10è de la classificació general. Vencedor de 4 etapes.  1r del Gran Premi de la Muntanya
- 1965. 7è de la classificació general. Vencedor d'una etapa.  1r del Gran Premi de la Muntanya
- 1966. 8è de la classificació general. Vencedor de 2 etapes.  1r del Gran Premi de la Muntanya
- 1967. 15è de la classificació general. Vencedor d'una etapa
- 1968. 10è de la classificació general. Vencedor de 2 etapes
- 1969. 10è de la classificació general. Vencedor de 2 etapes.  1r de la Classificació per punts
- 1970. 7è de la classificació general. Vencedor de 4 etapes.  1r de la Classificació per punts
- 1971. 23è de la classificació general. Vencedor d'una etapa
- 1972. Abandona (14a etapa)
- 1973. Abandona (20a etapa)
- 1974. 9è de la classificació general. Vencedor de 3 etapes
- 1975. 26è de la classificació general. Vencedor d'una etapa
- 1976. Abandona (7a etapa)
- 1977. 73è de la classificació general
- 1978. Abandona (12a etapa)

### Resultats al Tour de França
- 1967. 17è de la classificació general. Vencedor de 2 etapes
- 1968. 8è de la classificació general. Vencedor de 2 etapes.  1r de la classificació per punts i de la Combinada